# La Famille Addams (série télévisée d'animation, 1992)
Pour les articles homonymes, voir La Famille Addams.
La Famille Addams (The Addams Family) est une série télévisée d'animation américaine en 21 épisodes de 23 minutes produite par les studios Hanna-Barbera. Diffusée entre le 12 septembre 1992 et le 6 novembre 1993 sur le réseau ABC, elle est adaptée de La Famille Addams, l'œuvre de Charles Addams. 
En France, la série a été diffusée à partir du 16 décembre 1993 sur Canal+ puis rediffusée sur France 2 dans les émissions Sam'di mat' en 1994, Chalu Maureen en 1995 et La Planète de Donkey Kong en 1996. Au début des années 2000, la série a été diffusée sur Cartoon Network puis à partir de 2006 sur Boomerang.
Il s'agit de la deuxième série d'animation mettant en scène la famille Addams créée par Charles Addams, après The Addams Family en 1973 qui reste inédite dans les pays francophones.

## Synopsis
La série met en scène la célèbre famille Addams avec Gomez, le chef de famille, sa femme Morticia, l'oncle Fétide, passionné d'explosifs de tous les types et d'appareils morbides, sans oublier Mamie Addams qui concocte des plats assez spéciaux. Pugsley et Mercredi sont les enfants de la famille, qui sont adeptes d'expériences particulières. Un maître d'hôtel règne sur la demeure, et une main appelée « La Chose » fait office d'animal de compagnie de la famille. Il y a aussi le cousin Machin, caché sous un tas de cheveux et prononçant des propos souvent incompréhensibles.

## Fiche technique
- Titre original : The Addams Family
- Titre français : La Famille Addams
- Réalisation : Robert Alvarez, Don Lusk, Carl Urbano (saison 1), Emory Ron Myrick (saison 2), Ray Patterson
- Musique : Vic Mizzy
- Production : David Kirschner, Mark Young (saison 1), Ron Myrick, Karenia Kamenski (saison 2)
- Sociétés de production : Hanna-Barbera
- Sociétés de distribution : Warner Bros. Television
- Pays d'origine :  États-Unis
- Langue originale : anglais
- Genre : animation
- Nombre de saisons : 2
- Nombre d'épisodes : 21
- Durée : 23 minutes
- Dates de première diffusion :
  - États-Unis : 12 septembre 1992 sur ABC
  - France : 16 décembre 1993 sur Canal+

## Distribution

### Voix originales
- John Astin : Gomez Addams
- Nancy Linari : Morticia Addams
- Debi Derryberry : Wednesday (Mercredi) Addams
- Jeannie Elias : Pugsley Addams
- Rip Taylor : oncle Fester
- Carol Channing : Mamie Adams
- Jim Cummings : Lurch, le valet
- Pat Fraley : cousin Machin

### Voix françaises
- Gérard Hernandez : Gomez
- Francine Lainé : Morticia
- Serge Lhorca : oncle Fétide
- Marie-Laure Dougnac : Mercredi
- Jackie Berger : Pugsley
- Gérard Surugue : le valet
- Claude Chantal : Mamie Addams
- Georges Atlas : la Chose
- Bernard Soufflet : cousin Machin

## Épisodes

### Saison 1 (1992)
1. Les Super Fester (Happyester Fester)
2. L'Auberge des cauchemars (Dead and Breakfast)
3. Titre français inconnu (The Day Gomez Failed)
4. Titre français inconnu (Girlfriendstein / Pugsley by the Numbers / Beware of Thing)
5. L'Invité surprise (N.J. Addams)
6. Une Chose est née / À la recherche des espions disparus / Cher journal (A Thing Is Born / Choke and Dagger / Fester's Diary)
7. La Joute familiale / Le Super-Héros / L'Inspiration de l'art (Sir Pugsley / Festerman / Art to Art)
8. Le Fantôme à la grosse tête (Puttergeist)
9. Une nouvelle chaîne de télévision (F.T.V.)
10. Un drame capillaire (Itt's Over)
11. Retour en enfance / Des otages indignes de ce nom / Titre français inconnu (Hide and Go Lurch / Hook, Line and Stinkers / A Sword Fightin' Thing)
12. La Chasse aux cafards (Addams Family PTA)
13. L'Engrais surpuissant / Un conte de fée / Le Petit Chimiste (Little Big Thing / Little Bad Riding Hood / Metamorphosister)

### Saison 2 (1993)
1. Madame Addams artiste peintre (Color Me Addams)
2. Une petite déprime (No Ifs, Ands or Butlers)
3. Une petite histoire à dormir debout / Festerman, le retour / La Postière (Jack and Jill and the Beanstalk / Festerman Returns / Hand Delivered)
4. Un amour de frère (Sweetheart of a Brother)
5. Lune de miel, le retour (Double O Honeymoon)
6. Panne d'inspiration / Une bête à concours / Fester au micro (Then Came Granny / Pet Show Thing / Fester Sings the Fester Way)
7. Une semaine de vacances / La Poupée perdue / Le blouse de Norman (Camp Addams / Little Doll Lost / King of the Polycotton Blues)
8. Amoureuse d'un imposteur / Une vie de main / Grand-mère vedette de télévision (A Girl and a Ghoul / A Little Bit of Pugsley / Ask Granny)

## Commentaires
- La série est basée sur les personnages créés par Charles Addams, héros d'une série télévisée dans les années 1960 puis ayant fait l'objet de films.

- Après la série d'animation The Addams Family en 1973, également produite par Hanna-Barbera et inédite dans les pays francophones, cette nouvelle série fait suite à la diffusion du premier film cinéma de La Famille Addams (1991).